# 光安哲夫
光安 哲夫（みつやす てつお、1942年7月14日 - ）は、日本の実業家。曽田香料社長・会長を歴任。

## 経歴
- 1942年7月 東京都生
- 1961年3月 福岡県立修猷館高等学校卒業
- 1967年3月 九州大学大学院工学研究科修了
- 1967年4月 東レ入社
- 2000年6月 同社取締役ケミカル事業本部長
- 2002年6月 東レリサーチセンター代表取締役社長
- 2003年6月 曽田香料代表取締役社長
- 2008年6月 同社代表取締役会長